# 15224 Penttilä
15224 Penttilä è un asteroide della fascia principale. Scoperto nel 1985, presenta un'orbita caratterizzata da un semiasse maggiore pari a 2,4154359 UA e da un'eccentricità di 0,2427418, inclinata di 12,37229° rispetto all'eclittica.